# Confederação Brasileira de Futebol de Salão
La Confederação Brasileira de Futebol de Salão (conosciuta anche con l'acronimo di CBFS) è il massimo organismo brasiliano che amministra lo sport del calcio a 5 realizzato con le regole della FIFA.

## Storia
In Brasile, il primo tentativo di fondare una confederazione che raccogliesse le federazioni dei vari stati brasiliani, avvenne a Minas Gerais nel 1957, quando fu creato un consiglio interstatale sotto l'egida della Confederação Brasileira de Desportos (CBD). Questa situazione rimase immutata sino al 1979, mentre nel paese andavano formandosi le ultime leghe statali: rimanevano ancora in fase di costituzione quelle delle province dell'interno del brasile come la Amazonense, della Rondônia, di Pará, la Alagoana, la Espiritossantense e la Amapaense. Solo negli anni 1990 furono fondate la Roiramense e la Tocantinense.
Il 15 giugno 1979 alle ore 15, la CBD si riunì in assemblea generale per ratificare la fondazione della Confederazione Brasiliana del Futsal, eleggendo come presidente per il periodo 1980-1983 Aécio de Borba Vasconcelos. La confederazione oggi conta 27 leghe statali, 4.000 club e 310.000 atleti, rappresentando il secondo sport del Brasile dopo il calcio.
Le vicende legate alle divergenze tra la FIFUSA e la FIFA sulla gestione di questo sport, coinvolsero anche la confederazione brasiliana, che sin dagli anni 1960 rappresentava la nazione più forte in questo campo, con le vittorie a ripetizione nelle competizioni internazionali. Nel settembre 1988, Álvaro Melo Filho, come Presidente della CBFS, si rese conto che le prospettive della FIFUSA non potevano essere rosee davanti alla potenza economica e mediatica della FIFA, che in quel periodo progettava regole e competizioni per dar vita a una propria versione di calcio a 5. A Rio de Janeiro, assieme al dirigente del Bradesco Ararino Sallum, Melo Filho iniziò una trattativa con gli organismi FIFA per dirimere la questione della gestione del gioco sorta con la FIFUSA. Tra i primi atti in merito, nel gennaio del 1989 autorizzò la squadra del Bradesco a rappresentare la nazionale brasiliana nei Paesi Bassi per il primo FIFA Futsal World Championship, poi vinto dalla squadra verdeoro.
Lo scioglimento della FIFUSA e la creazione della Commissione Futsal all'interno della FIFA non accontentò tutti, tanto è vero che la PANAFUTSAL continuò ad operare sino alla creazione della AMF, tuttavia la Confederazione Brasiliana nella persona del presidente Aécio de Borba Vasconcelos, il 2 maggio del 1990 lasciò la FIFUSA per aderire alla FIFA, passando ad adottare le nuove regole che quest'ultima aveva studiato.

## Direzione esecutiva
- Aécio de Borba Vasconcelos - Presidente
- Álvaro Melo Filho - Vicepresidente Generale
- Renan Pimentel Tavares Meneses - Vicepresidente per la pianificazione
- Affonso Covello Netto - Vicepresidente per le competizioni
- Hideraldo Jorge Santana Martins - Vicepresidente per l'amministrazione
- José Lino da Silveira Filho - Vicepresidente finanziario
- Oscar Neves - Vicepresidente per la divulgazione e il marketing
- José Carlos dos Santos - Direttore tecnico
- Acelino Sinjo Nakasato - Direttore delle competizioni
- Astrogildo Nunes Piedade - Direttore del futsal femminile
- Paraguassú Fisch de Figueiredo - Direttore degli arbitri
- Virgínia Gláucia Mello de Borba - Direttrice finanziaria
- Fernando Cássio Fernandes - Direttore delle relazioni internazionali
- Marcelo Memória - Direttore giuridico
- José Maria Couto Bezerra - Direttore delle selezioni
- Louise Anne Vale Bedê - Segretaria Generale

## Competizioni
Attualmente la CBFS organizza tre grandi manifestazioni, sia in campo maschile che in campo femminile:
- Liga Futsal: si tratta del campionato brasiliano nazionale, si gioca da marzo a settembre e si articola in due fasi con successivi playoff, la liga è stata introdotta nel 1996 dopo la realizzazione, tra gli anni 1980 e gli anni 1990 di competizioni nazionali come il Circuito Nacional de Futsal (dal 1988 al 1995) e il Master Nacional de Futebol de Salão (dal 1988 al 1991). Precedentemente era stato sperimentato nel 1995 il Campeonato Brasileiro de Clubes. Dal 2005 la Liga Futsal organizza anche la Superliga, una manifestazione a cui vengono invitate le squadre finaliste delle leghe regionali e della Liga Futsal.
- Taça Brasil de Futsal: il più importante trofeo nazionale del Brasile, prima che la Liga Futsal rubasse la scena a questa coppa assegnata per la prima volta nel 1968 dapprima a cadenza biennale poi dal 1980 ogni anno. Per dimostrare l'importanza della manifestazione, si pensi che viene realizzata sia per gli uomini che per le donne, ma anche per le categorie under-17 e under-20 sia maschili che femminili.
- Brasileiro de Seleções campionato brasiliano per selezioni statuali, si svolge ogni biennio dal 1959, attualmente per le categorie maggiori (maschile e femminile) e per le categorie under-15, under-17 e under-20 maschile, under-20 femminile. Negli anni si sono succedute diverse formule per la divisione degli atleti nelle competizioni giovanili.
- Campeonato Regional: leghe regionali disputate da formazioni di club, disegnate sulla suddivisione delle 5 regioni statistiche del Brasile (região, pl. regiões) così distribuite:
  - Liga Norte de Futsal (Região Norte): Acre, Amapá, Amazonas, Pará, Rondônia, Roraima, Tocantins
  - Liga Nordeste de Futsal (Região Nordeste): Alagoas, Bahia, Ceará, Maranhão, Paraíba, Pernambuco, Piauí, Rio Grande do Norte, Sergipe
  - Liga Centro-Oeste de Futsal (Região Centro-Oeste): Goiás, Mato Grosso, Mato Grosso do Sul, Distrito Federal do Brasil
  - Liga Sudeste de Futsal (Região Sudeste): Espírito Santo, Minas Gerais, Rio de Janeiro, São Paulo
  - Liga Sul de Futsal (Região Sul): Paraná, Santa Catarina, Rio Grande do Sul